# كييل يونسن
كييل يونسن (بالنرويجية: Kjell Johnsen)‏ (و. 1921 – 2007 م) هو بروفيسور، وفيزيائي نرويجي، توفي عن عمر يناهز 86 عاماً.

## التعليم
تعلم في Chr. Michelsen Institute ‏.